# Electronic sell-through
Pour les articles homonymes, voir EST.

L'electronic sell-through /ɪˌlɛkˈtrɑnɪk ˈsel θru/(EST ; aussi appelé download to own ou DTO) est une méthode de distribution des produits numériques où les consommateurs effectuent un paiement unique pour télécharger un fichier multimédia, le stocker sur un disque dur, puis l'utiliser autant de fois qu'ils le désirent.
Bien que l'electronic sell-through soit souvent décrit comme une transaction qui accorde la propriété d'un contenu au consommateur, le contenu ainsi acquis peut devenir inutilisable après un certain temps et peut ne pas être utilisable sur des plates-formes concurrentes.
L'electronic sell-through est utilisé pour la distribution d'un large éventail de produits de produits numériques, y compris les films, les émissions de télévision, la musique, les jeux vidéo et les applications mobiles.

## Source de la traduction
- (en) Cet article est partiellement ou en totalité issu de l’article de Wikipédia en anglais intitulé « Electronic sell-through » (voir la liste des auteurs).